# さよなら。いつかわかること
『さよなら。いつかわかること』（原題: Grace Is Gone）は、2007年に公開されたアメリカ合衆国の映画。監督はジェームズ・C・ストラウス。クリント・イーストウッドが音楽を担当している。

## ストーリー
遠くイラクの地でアメリカのために戦っている母・グレースのことを、2人の娘たちはいつも想っていた。
夫であるスタンレーも同様に彼女の無事を祈っていたが、子どもたちとの関係はあまり良いと言えるものではなかった。
ある朝、スタンレーは突然の妻の死を知らされる。
しかし、子供たちにはそのことを伝えられず、はじめは子供たちと外食に出かけようとする。食事を取ろうとレストランの店内へ入る3人。しかし、すぐにレストランを立ち去る。そして車で当てもなく旅を始める。スタンレーはその道中で娘たちとフロリダのディズニーランドに出かけることを思いつく。しかし、成り行きで叔母の家に向かう。
叔母の家にはグレースの弟でスタンレーの義理の弟のジョンがいた。ジョンは、叔母は今不在だと言う。
ハイディとドーンは叔父のジョンと一緒にレストランに行き、食事をしながらスタンレーやグレースのことについて話を聞く。一方、スタンレーは叔母の家でグレースの部屋だった部屋で昔を懐かしんでいた。ジョンはハイディとドーンと共に帰宅すると、グレースの訃報を電話で聞く。
ところが、事情を知ってしまったジョンにたしなめられ激高するスタンレーは、ジョン宅を離れて再びフロリダを目指す。そしてドライブの途中で寄ったドライブインの公衆電話で、父が家の留守電の応答メッセージを聞いている姿をハイディは偶然目撃し事情を察してしまう。それでも、一家の道中は楽しく３人の絆は徐々に深まっていった...。

## キャスト
- ジョン・キューザック：スタンレー・フィリップス
- シェラン・オキーフ：ハイディ・フィリップス
- グレイシー・ベドナルジク：ドーン・フィリップス
- アレッサンドロ・ニヴォラ：ジョン・フィリップス

## 評価
レビュー・アグリゲーターのRotten Tomatoesでは73件のレビューで支持率は63%、平均点は5.90/10となった。Metacriticでは18件のレビューを基に加重平均値が65/100となった。